# Popis elektrana na valove
Ova stranica sadrži većinu elektrana pogonjenih snagom valova. Elektrane na valove iskorištavaju energiju sadržanu u površinskim valovima mora i oceana za proizvodnju električne energije. 

## Popis aktivnih i neaktivnih elektrana na valove
Zbog brojnih problema u eksploataciji, ovaj tip elektrana još uvijek nije dovoljno razvijen za široku komercijalnu primjenu. Cijena tako proizvedene električne energije je još uvijek previsoka pa u svijetu postoji samo nekoliko ovakvih elektrana.
| Elektrana                        | Zemlja                 | Položaj                                       | Snaga(MW)             | Godina puštanja u rad | Izvori               |
| -------------------------------- | ---------------------- | --------------------------------------------- | --------------------- | --------------------- | -------------------- |
| Ada Foah wave farm               | Ghana                  |                                               | 0.4                   | 2016                  | [ 2 ]                |
| Agucadoura                       | Portugal               | 41°25′57″N 08°50′33″W / 41.43250°N 8.84250°W  | 2.25                  | 2008, Ugašena 2008    | [ 3 ] [ 4 ] [ 5 ]    |
| Azura                            | SAD                    |                                               | 0.02                  | 2015                  | [ 6 ] [ 7 ]          |
| Orkney                           | Ujedinjeno Kraljevstvo | 58°56′12″N 02°44′38″W / 58.93667°N 2.74389°W  | 2.4                   | Predložena            | [ 8 ] [ 9 ]          |
| Gibraltar wave farm              | Gibraltar              | Gibraltar                                     | 0.1                   | 2016                  | [ 10 ]               |
| Ocean RusEnergy                  | Rusija                 | Yekaterinburg                                 | Nepoznato             | 2013                  | [ 11 ]               |
| Mutriku Breakwater               | Španjolska             | 43°18′26″N 2°23′6″W / 43.30722°N 2.38500°W    | 0.3                   | 2009                  | [ 12 ] [ 13 ] [ 14 ] |
| Islay LIMPET                     | Ujedinjeno Kraljevstvo | 55°41′24″N 06°31′15″W / 55.69000°N 6.52083°W  | 0.5(smanjeno na 0.25) | 2000                  | [ 15 ] [ 16 ] [ 17 ] |
| SDE                              | Izrael                 | 32°05′59″N 34°46′24″E / 32.09972°N 34.77333°E | 0.04                  | 2009                  | [ 18 ] [ 19 ]        |
| Sotenäs Wave Power Station       | Švedska                | 58°22′45″N 11°08′57″E                         | 3                     | 2015                  | [ 20 ]               |
| Pico Wave Power Plant            | Portugal               |                                               | 0.4                   | 2010                  | [ 21 ]               |
| Runde Demo site                  | Norveška               |                                               | 0.1                   | 2017                  | [ 22 ]               |
| SINN Power wave energy converter | Grčka                  | 35.352161°N 25.156061°E                       | 0.02                  | 2015                  | [ 23 ]               |

### Gibraltar wave farm
Smještena na istočnoj strani Gibraltara, na bivšem pristaništu za municiju iz Drugog svjetskog rata, Gibraltar Wave Farm je prva komercijalna elektrana na energiju valova povezana s mrežom u cijeloj Europi. Projekt koristi uređaje tvrtke Eco Wave Power Ltd, izraelske tvrtke za energiju valova. Farma valova je prvobitno pokrenuta s procijenjenim vršnim kapacitetom od 100 kW u travnju 2016. i planira proširenje na 5 MW u sljedećim godinama. Projekt funkcionira kroz 25-godišnji PPA (ugovor o kupnji električne energije) između Eco Wave Powera, Vlade Gibraltara i Uprave za električnu energiju Gibraltara. Po dovršetku, očekuje se da će proizvoditi 15% ukupne potrošnje električne energije u Gibraltaru.

### Ada Foah wave farm
Ada Foah wave farm prva je afrička farma valova puštena u rad u Ada Foahu u Gani. Pilot projekt farme valova od 400 KW razvila je švedska tvrtka Seabased. Seabased je 20. ožujka 2018. potpisao ugovor s tvrtkom TC's Energy koja se bavi razvojem obnovljive energije iz Gane za proširenje projekta na 100 MW.

### Sontenäs wave power station
Sotenäs je farma valova smještena u Kungshamnu, u općini Sotenäs, u Švedskoj. Postrojenje se sastoji od 36 pretvarača valne energije (WEC), ukupne instalirane snage od gotovo 3 MW. Svaki WEC proizvodi energiju pomoću točkastih apsorberskih plutača spojenih na linearne generatore na morskom dnu. Generatori se nalaze na dubini od 50 m. Prema Seabasedu, tehnologija korištena u projektu mogla bi isporučiti električnu energiju ispod 10 centi po kWh. Inicijalne najave su navodile da će se elektrana na kraju proširiti na kapacitet od oko 10 MW, ali 2017. Seabased je objavio da više neće širiti elektranu izvan 36 WEC-ova koji već postoje.

### Azura
Azura je uređaj na snagu valova koji se trenutno testira na Havajima. To je prvi primjer uređaja na snagu valova u Sjevernoj Americi koji je službeno ovjeren da opskrbljuje gradsku mrežu električnom energijom. Uređaj može proizvoditi 20 kW snage. Uređaj izvlači snagu iz uzdizanja te udaranja valova, proizvodi snagu kao rezultat relativnog rotacijskog gibanja između trupa i plovka, a snaga se generira u vlastitom dizajnu nazvanom PowerPod Ovaj prototip je razvijen od strane Northwest Energy Innovations (NWEI) uz pomoć Ratne mornarice SAD-a, United States Department of Energy-a i University of Hawaii-a. Azura pluta na površini mora i teži 45 tona. Ima jedinstven mehanizam koji rotira 360° i omogućuje dobivanje snage iz horizontalnih i vertikalnih gibanja vala.

### Orkney
Orkney je predložena elektrana na valove koju planira izgraditi EMEC(Europski pomorski energetski institut). Nakon završetka izgradnje postrojenje bi trebalo imati snagu od 2.4 MW i tako postati najveća elektrana na snagu valova u svijetu. Koristi Oyster-2 tehnologiju za iskorištavanje snage valova.

### Mutriku Breakwater
Mutriku Breakwater je elektrana na valove povezana sa mrežom i integrirana s postojećim lukobranom u luci Mukriku, koju posjeduje Basque Energy Agency, u gradu Mutriku u Biskajskom zaljevu. To je prva elektrana na valove u svijetu s višeturbinskim rasporedom. Sastoji se od 16 zračnih komora koje su široke 4,5m, dubine 3,1m i visoke 10m. Rupa promjera 0,75m vodi do turbine bušotine i električnog generatora snage 18,5kW za svaku komoru, što ukupno iznosi 296kW

### Agucadoura
Agucadoura je poligon za testiranje na moru, se nalazi 5 km od kopna blizu Póvoa de Varzim sjeverno od Porta u Portugalu. Ispitno mjesto dostupno je razvojnim inženjerima za istraživanje i demonstraciju projekta plutajućih uređaja za pretvorbu energije valova na pučini. Testno područje bilo je licencirano na 3,3km2 te se ispitivanje provodilo na dubini 45m. Koristi tri Zglobna plutajuća prigušnika Pelamis da pretvori gibanje površinskih valova u električnu energiju. Službeno je otvorena 23. rujna 2008. godine, a zatvorena je 2 mjeseca kasnije zbog tehničkih problema. Razvila ju je škotska tvrtka Pelamis Wave Power. Sastoji se od tri uređaja od kojih je svaki snage 750 kW, čime ima vršnu snagu od 2.25 MW što je dovoljno da zadovolji potrebu električne energije za 1500 prosječnih portugalskih domova.

### Islay LIMPET
Islay LIMPET je prva komercijalna elektrana na valove u svijetu i povezana je na električnu mrežu Ujedinjenog Kraljevstva. Uređaj snage 500 kW se nalazi na Claddach Farm on the Rhinns of Islay na škotskom otoku Islay. Kasnije je snaga smanjena na 250 kW. Uređaj je razvila tvrtka Wavegen u suradnji s Queen's University Belfast-om. 
Uređaj koristi stupac oscilirajuće vode da pokreće zrak koji pogoni Wellsovu turbinu.

### SDE
SDE elektrana na morske valove je razvijena od strane izraelske tvrtke S.D.E. Energy LTD. Tvrtka je razvila i testirala 12 različitih modela na temelju kojih je izgrađen model u punoj veličini koji se nalazio u Jaffa luci blizu Tel Aviv-a u Izraelu i pritom proizvodio 40 kW snage u vremenu jedne godine.
Uređaj se sastoji od horizontalnih plutača koje su jednim krajem pričvršćene za lukobran. Gibanje plutača pritišće hidrauličku tekućinu preko koje se pokreće električni generator. Takav sustav ima veliku izdržljivost zbog toga što se samo 10% njegovih dijelova nalazi ispod površine vode.